# Григориос Граварис
Григориос Граварис (на гръцки: Γρηγόριος Γράβαρης) е гръцки лекар и общественик.

## Биография
Григориос Граварис е роден в 1851 година на Парос, където завършва началното си образование. Завършва медицина в Атинския университет и специализира в лечебни заведения в чужбина. Установява се в Солун, Османската империя, като общопрактикуващ лекар и става активен член на гръцката община. В 1884 година е избран за член на Управителния съвет, служи като ефор на солунските училища. Активен член е на Солунското благотворително мъжко общество и негов председател от 1898 до 1912 година. След основаването на Солунския университет в 1925 година му дарява голяма сума пари и цялата си библиотека.